# Philippe Méaille
Philippe Méaille (nacido el 27 de abril de 1973) es un coleccionista francés de arte contemporáneo. Philippe Méaille es el fundador y presidente del Château de Montsoreau-Museo de Arte Contemporáneo. Posee la colección de obras de Art & Language más grande del mundo.

## Formación
Después de graduarse de la Vauban High School en Pontoise, Philippe Méaille fue admitido en la Universidad de París V Descartes, donde estudió Farmacia. Méaille comenzó su colección de arte contemporáneo cuando llegó a París como estudiante. 

## Coleccionista de arte contemporáneo
En 1994 o 1995, conoció por primera vez el trabajo de los artistas Art & Language. El antiguo galerista Eric Fabre presentará Méaille a los artistas algunos años después. Méaille compra un gran grupo de obras al Swiss Rothschild Bank en 1996. El banco los compró 25 años antes, en 1972, durante la primera retrospectiva del grupo Art & Language organizado por la galería Bruno Bischofberger. Méaille cuenta la dimensión extraordinaria de esta adquisición:

Las ediciones estaban completas, así que tuve que decidir si compraría 50 o 100 ejemplos del mismo trabajo [...] Incluso si no hubiera tenido la intención de comprar toda la colección, era muy fácil entender que un verdadero tesoro estaba acostado en la mesa de conferencias del banco. Había libros de artista en ediciones muy pequeñas, litografías, certificados para pinturas y obras únicas. Había una representación casi exhaustiva de las categorías de objetos de Art & Language en la mesa; desde litografías hasta fotostáticas y libros impresos, y también ready-mades de Factual Indiscernibles [...] que convierten al espectador en un actor activo en un evento similar a un happening, a texto-obras donde los artistas investigan la posibilidad de un nuevo género: ni literatura ni teoría, sino arte.
Méaille durante los próximos 15 años continúa y, con la ayuda de los artistas, reúne lo que se conoce como la colección más grande del mundo de obras de Art & Language.

## Vida pública
En 2000, Philippe Méaille instaló su colección en el Château de la Bainerie (Tiercé), un antiguo campamento de verano de la ciudad de Argenteuil Luego, la colección de obras de Art & Language se extendió por los 5000 metros cuadrados del castillo. Méaille organizó una exposición pública con la Escuela de Bellas Artes de Nantes en 2006. En 2011, Méaille anunció el préstamo a largo plazo de 800 obras de Art & Language para el MACBA. Está previsto realizar una retrospectiva en el museo en 2014.
En 2014, Jill Silverman van Coenegrachts se convirtió en curadora de la colección y propone a Méaille Bernard Jordan para organizar una serie de exposiciones de Art & Language.
En 2014-2015, el MACBA organizó una importante retrospectiva del grupo Art & Language, Art & Language Uncompleted: The Philippe Méaille Collection, con las obras prestadas por Méaille, que sacó a la luz la perspectiva arqueológica con la que la Colección Philippe Méaille fue ensamblado.
En 2015, Méaille firma un contrato de alquiler a largo plazo de 25 años para el Château de Montsoreau (valle del Loira) con el departamento regional de Maine-et-Loire. Luego encontró y se convirtió en presidente del Château de Montsoreau - Museo de Arte Contemporáneo, donde aproximadamente 80 obras de su colección se exhiben permanentemente .
En 2017, al finalizar el contrato con el MACBA y con los recientes acontecimientos en Cataluña, Méaille decide no renovarlo y repatriar su colección al Château de Montsoreau - Museo de Arte Contemporáneo. Presentará inestabilidad política y razones de seguridad,  En 2017, al finalizar el contrato con el MACBA y con los recientes acontecimientos en Cataluña, Méaille decide no renovarlo y repatriar su colección al Château de Montsoreau- Museo de Arte Contemporáneo. Presentará inestabilidad política y razones de seguridad.